# Comte de Snowdon

Les armoiries du 1er comte de Snowdon.

Les armoiries du 2e comte de Snowdon.

Comte de Snowdon (Earl of Snowdon en anglais) est un titre de noblesse de la pairie du Royaume-Uni.

## Histoire
Ce titre a été créé en 1961 par la reine Élisabeth II en faveur d'Antony Armstrong-Jones, le mari de la princesse Margaret, la sœur de la reine. Le mont Snowdon est le point culminant du pays de Galles, région dont est originaire la famille Armstrong-Jones.
En sa qualité de Lord Snowdon, Antony Armstrong-Jones peut siéger à la Chambre des lords jusqu'en 1999. Lorsque le House of Lords Act 1999 abolit le droit héréditaire automatique des nobles britanniques à siéger au Parlement, il reçoit un autre titre de la reine, celui de « baron Armstrong-Jones de Nymans ». Ce titre de pair à vie lui permet de conserver son siège à la Chambre des lords.
Leur devise A Noddo Duw A Noddir signifie « Ce que Dieu veut adviendra » en gallois.

## Titulaires
- Antony Armstrong-Jones (1930-2017), 1er comte ;
- David Armstrong-Jones (né en 1961), 2e comte, fils du précédent.

L'héritier apparent du titre est Charles Armstrong-Jones, vicomte Linley (né en 1999), le fils du 2e comte.